# Albulina maloyensis
Albulina maloyensis är en fjärilsart som beskrevs av Rühl 1893. Albulina maloyensis ingår i släktet Albulina och familjen juvelvingar. Inga underarter finns listade i Catalogue of Life.